# Априлска песма
Априлска песма је дечија песма која се налази у збирци дечије књижевности Детињство, познате српске песникиње Десанке Максимовић.

## Анализа песме
У овој песми песникиња се обраћа читатељу, односно читатељици коју назива Девојчица. Каже јој да је она, песнички субјекат, расла у природи, тамо где има пропланака и шума, где живе птице зебе и чворци. Двориште јој је било поред реке и тамо су често долазиле лисице и зечеви. Песникиња је расла у високој трави где се играју скаквци и мрави. И дан данас пожели да се врати у детињству, у кућу поред које је била и кућа пужа, у време када се тркала са потоцима и рвала с ветром, када је ходала по пљуску, након чега би јој бака сушила робу. Песникиња је расла тамо где расту звезде и месец. Расла је изнад поља, поред сунцокрета, близу месеца и сунца. И данас се радо сећа тих времена. Јасно је да је ова песма носталгична, али и приказује лепоту одрастања на селу, односно у природи.

## О песникињи
Десанка Максимовић је српска песникиња, приповедач, романсијер, писац за децу, академик Српске академије наука и уметности, повремено преводилац, најчешће поезије с руског, словеначког, бугарског и француског језика.
Писала је песме о детињству, љубави, завичају, природи, животу, пролазности, па и смрти.
Осим њених значајних песмама за младе и одрасле, Десанка Максимови значајна је песникиња за децу. Као и остале песме, и дечије песме обилују прекрасним песничким сликама, богате су стилским фигурама и свака носи лепу поуку. Деца једнако уживају у поезији ове песникиње као и одрасли, наравно, читајући о темема које су им примереније и које могу да разумију. Управо такве песме налазе се у њеној збирци дечје књижевности „Детињство“.